# Kamo Hajime
Hajime Kamo (sinh ngày 4 tháng 12 năm 1967) là một cầu thủ bóng đá người Nhật Bản.

## Sự nghiệp câu lạc bộ
Hajime Kamo đã từng chơi cho Urawa Reds.